# Lynn Roethkeová
Lynn Joyce Roethkeová (* 22. června 1961) je bývalá americká zápasnice – judistka.

## Sportovní kariéra
S judem začínala v rodném West Bendu ve státě Wisconsin pod vedením Jona Sanfilippa. V americké ženské reprezentaci se pohybovala od roku 1981 v polostřední váze do 61 kg. Po úspěšném roce 1987 reprezentovala Spojené státy v ukázkové disciplíně ženského juda na olympijských hrách v Soulu v roce 1988, kde prohrála až ve finále s Britkou Diane Bellovou.
V roce 1992 uhájila v americké olympijské kvalifikaci pozici reprezentační jedničky před mladou Liliko Ogasawaraovou. Na olympijských hrách v Barceloně se však nepotkala s formou, když ji hned v úvodním kole vybodovala na koku Birgit Blumová z Lichtenštejnska. Od roku 1993 startovala v nižší lehké váze do 56 kg. V roce 1996 neuspěla v americké olympijské kvalifikaci na domácí olympijské hry v Atlantě na úkor Corinny Brozové.
Od roku 1997 se judu vrcholově nevěnovala, v roce 2000 a 2004 se účastnila americké olympijské kvalifikace. Sportovní kariéru ukončila v roce 2005. Věnuje se trenérské práci ve Fond du Lacu (Wisconsin).

## Výsledky
| Turnaj                  | 1984             | 1985             | 1986             | 1987             | 1988             | 1989             | 1990             | 1991             | 1992             |
| Turnaj                  | 23               | 24               | 25               | 26               | 27               | 28               | 29               | 30               | 31               |
| Turnaj                  | polostřední váha | polostřední váha | polostřední váha | polostřední váha | polostřední váha | polostřední váha | polostřední váha | polostřední váha | polostřední váha |
| ----------------------- | ---------------- | ---------------- | ---------------- | ---------------- | ---------------- | ---------------- | ---------------- | ---------------- | ---------------- |
| Olympijské hry          |                  |                  |                  |                  | 2.               |                  |                  |                  | úč.              |
| Mistrovství světa       | úč.              |                  | 7.               | 2.               |                  | úč.              |                  | úč.              |                  |
| Panamerické hry         |                  |                  |                  | 1.               |                  |                  |                  | 2.               |                  |
| Panamerické mistrovství | —                | —                | —                |                  | —                |                  | 3.               |                  | —                |